# Campaña de Rosas al Desierto
La Campaña de Rosas al Desierto fue una expedición militar que Juan Manuel de Rosas realizó en 1833 y principios de 1834, durante el gobierno de Juan Ramón Balcarce en la provincia de Buenos Aires, Argentina, contra los indios pampas, los ranqueles, los tehuelches y los mapuches, ubicados en las pampas y el norte de la Patagonia y que contó con la colaboración inicial de las provincias afectadas por la frontera aborigen.
La campaña tuvo varios propósitos, todos ellos relacionados, que fueron: someter a la obediencia criolla a los indígenas del desierto o la tierra adentro, terminar con los malones indios que asolaban constantemente a las poblaciones interiores, rescatar a los cautivos en poder de los aborígenes, incorporar tierras para la agricultura y la ganadería y efectivizar las soberanías provinciales sobre los territorios incursionados.

## Antecedentes
Desde la conquista española, los españoles no tuvieron ningún control de la región pampeana austral ni de la Patagonia, desde las cercanías de las ciudades de Córdoba, Mendoza y Buenos Aires. Desde principios del siglo XVIII, la competencia por los mismos recursos –la caza de animales vacunos salvajes– llevó a continuos enfrentamientos entre los indígenas y las poblaciones «blancas», que en el caso de los aborígenes se desarrollaron en forma de malones: ataques sorpresivos sobre estancias ganaderas y ocasionalmente sobre los pueblos, para saquear y robar vacas. Desde el punto de vista español, el malón fue una amenaza corriente sobre las defensas españolas. Ya durante la época del Virreinato del Río de la Plata, la destrucción causada por los indígenas fue el peor problema de seguridad del mismo. El gobernador –y después virrey– Pedro de Cevallos sugirió una campaña militar avanzando sobre los dominios indios, pero ésta fue descartada por la falta absoluta de medios para semejante empresa, optándose por la construcción de fortines en la frontera. Desde los años 1790 hubo un período de paz relativa que alcanzó a durar casi tres décadas.
La frontera entre las tierras ubicadas bajo el dominio efectivo de las nuevas autoridades patrias posteriores a la Revolución de Mayo de 1810 y los indios se desvirtuó principalmente como consecuencia del envío de tropas y armas por parte de las primeras para sostener los diversos frentes durante la Guerra de la Independencia y por los distintos posicionamientos, alianzas y enfrentamientos que las diversas tribus aborígenes tuvieron a lo largo de las luchas revolucionarias. 
Especialmente desde 1820 en adelante, los sucesivos gobiernos del Río de la Plata como los indios, a pesar de fracasados esfuerzos por mantener una relativa paz en los distintos y despoblados pagos, continuaron con la política de permanente hostilidad. Los malones volvieron a ser especialmente destructivos, justamente en momentos en que la valorización del ganado vacuno alentaba a los hacendados de Buenos Aires a establecer estancias ganaderas en la zona controlada por los indígenas.
Muy lentamente, y con grandes esfuerzos, la débil frontera fue extendiéndose hacia el desierto, cobrando notoriedad las tres campañas de Martín Rodríguez contra los indígenas, que el exgobernador de la provincia de Buenos Aires efectuó entre 1820 y 1824.

## Relaciones de Rosas con los borogas y ranqueles

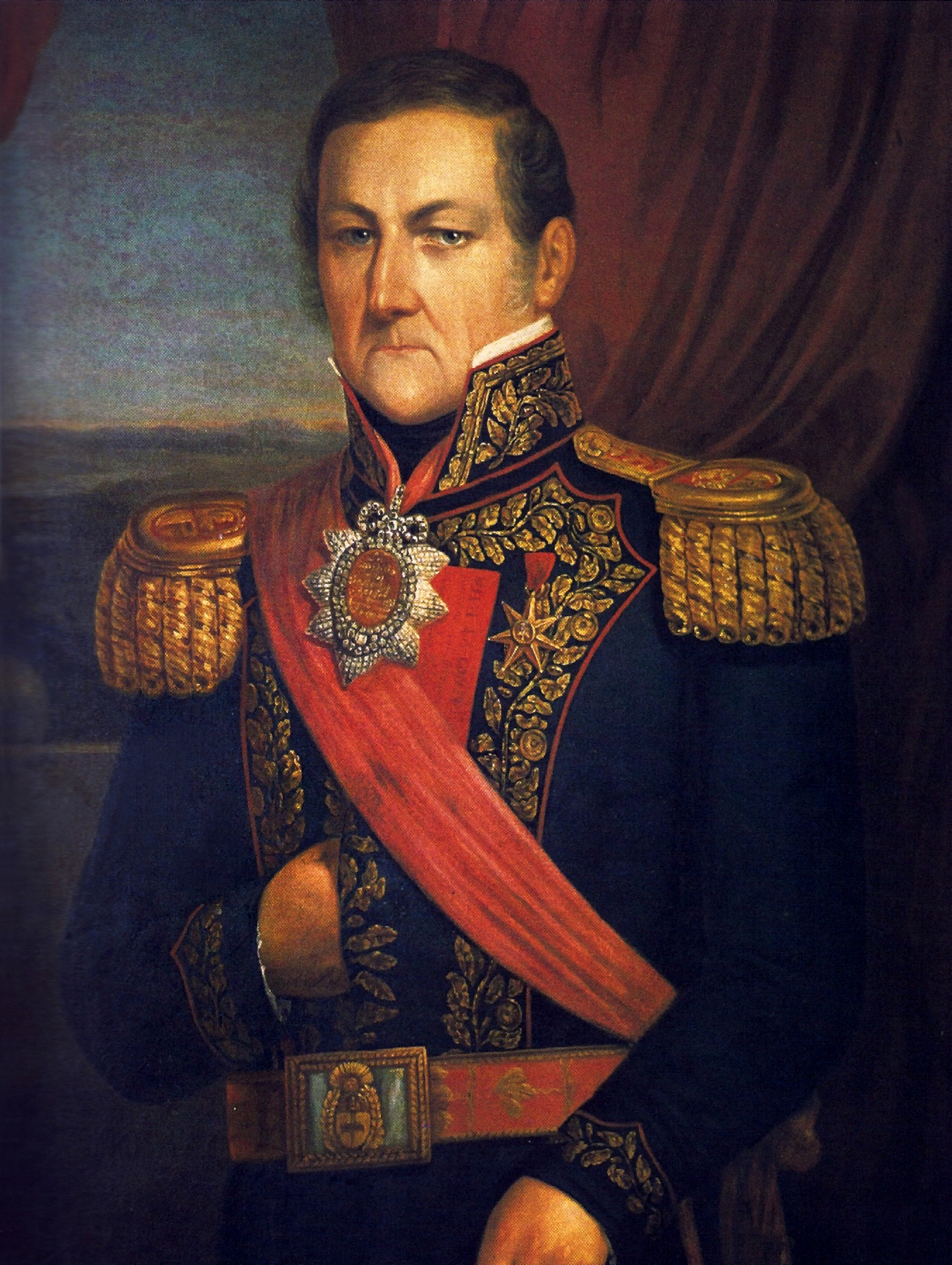
Juan Manuel de Rosas.

Los borogas o boroganos eran araucanos procedentes de Boroa en la zona al sur del río Imperial en la Araucanía, Chile, que fueron aliados de los realistas de los hermanos Pincheira, pero a medida que estos iban siendo derrotados, algunos borogas emigraron hacia el este situándose entre las Salinas Grandes, Guaminí y la sierra de la Ventana principalmente desde 1826. Desde allí atacaron Carmen de Patagones y la Fortaleza Protectora Argentina (abril de 1828) todavía en alianza con los Pincheira, pero luego comenzaron a alejarse de ellos e intentaron unirse al levantamiento unitario del general Juan Galo Lavalle. El federal Juan Manuel de Rosas entró en tratos con ellos impidiéndolo, por medio de una esposa (Luisa) del cacique mayor Caniucuiz o Cañiuquir, que mantenía prisionera en su estancia de Los Cerrillos. 
Los borogas en las pampas formaban una alianza gobernada por un concejo de seis caciques del cual dependían otros veinte. El principal era el cacique Cañiuquir. Durante el gobierno de Juan José Viamonte en la Provincia de Buenos Aires, Rosas fue el comandante general de la campaña y a mediados de 1829 envió al ex cautivo Eugenio del Busto a las tolderías de los borogas llevando a la esposa de Cañiuquir y con el fin de separarlos de la alianza con los Pincheira, mientras que también enviaba al cacique pehuenche Martín Toriano (ex aliado de los Pincheira) a formar una fuerza araucana que atacara a los boroanos desde Chile, fuerza que comenzó a actuar en septiembre de 1830. Sin embargo, ese mismo mes una delegación boroana viajó a Buenos Aires y firmó la paz con sus enemigos Juan Catriel, Cachul y con Rosas y luego enfrentó al grupo de Toriano (en el que participaban Calfucurá y su hermano mayor Antonio Namuncurá) que desconocía los acuerdos de los boroanos con Rosas. Este, poco antes de dejar el gobierno, envió en 1832 de la guarnición de la Fortaleza Protectora Argentina a 164 hombres al mando de Martiniano Rodríguez, quienes marcharon 30 leguas con solo 11 caballos y derrotaron y capturaron a Toriano quien fue fusilado en Tandil. 
El 14 de diciembre de 1830 los borogas entraron en alianza con Yanquetruz, un mapuche llegado de Chile que al morir Carripilún en 1828 comenzó a liderar a los ranqueles del sur de Córdoba, estableciendo un acuerdo en el paraje Chillué (actualmente Valle Argentino en La Pampa) en el que participaron 26 caciques boroanos, 19 caciques ranqueles del bando de Yanquetruz y 9 caciques ranqueles del bando de Pablo Levenopán. Adhiriendo todos a la alianza de los boroanos con Rosas e iniciando operaciones contra los Pincheira en el sur de San Luis y de Mendoza.
El 19 de agosto de 1831 los caciques boroanos Cañiuquir, Rondeau, Canuillán y Mellín junto con Yanquetruz sitiaron la villa de Río Cuarto y se llevaron el ganado de las estancias cercanas poniendo como pretexto que actuaban contra los unitarios de Córdoba, aunque esta provincia ya estaba en poder de los federales. Actuaron en forma pacífica y enviaron a Rosas a doce unitarios refugiados entre las filas de Yanquetruz (entre ellos el exgobernador de San Luis, coronel Luis Videla y el teniente coronel Cuadra). Al parecer actuaron así guiados por versiones de una ruptura de su alianza con Rosas y un ataque general contra ellos. Las acciones de Río Cuarto terminaron rompiendo la alianza de Yanquetruz con los boroganos y con Rosas y en octubre de 1831 acogió a un grupo de unitarios encabezados por Manuel Baigorria.

## Población del Desierto
Al inicio de la Campaña de Rosas al Desierto la población y los guerreros indígenas se estimaban en:
| Tribu                      | Cacique                         | Lanzas | Población |
| -------------------------- | ------------------------------- | ------ | --------- |
| Estimación oficial de 1833 |                                 |        |           |
| Pampas                     | Juan Catriel Juan Manuel Cachul |        |           |
| Ranqueles                  | Yanquetruz Painé                | 1.200  | 8.000     |
| Borogas                    | Mariano Rondeau                 | 2.000  | 13 000    |
| Manzaneros                 | Chocorí                         | 1.500  | 10 000    |
| Tehuelches                 | Casimiro Biguá                  |        | 1.000     |

## Banda de Chocorí
Chocorí fue un cacique –no se sabe si tehuelche o mapuche– que con 2.000 indígenas guerreros se asentó en la isla de Choele Choel bajo las órdenes de los hermanos Pincheira y en alianza con los boroganos, independizándose posteriormente. Chocorí acosó constantemente a las poblaciones fronterizas y por la ubicación central de su territorio, pasaban por él las rastrilladas de ganado robado que se dirigían a Chile, por lo que Rosas lo consideraba un bandolero. No gobernaba sobre una tribu, sino sobre un grupo armado de indios y renegados blancos, y negociaba con los caciques Yanquetruz y Mariano Rondeau, comprándoles el ganado a cambio de licor y fusiles.

## Los planes iniciales de Rosas
A fin de tratar el problema del indio, el 31 de septiembre de 1831 Rosas escribió a Facundo Quiroga, quien se hallaba en campaña:

La República. reportaría un inmenso bien y una riqueza positiva, si en el acto de concluir la campaña contra los tiranos, nos juntásemos en un punto céntrico y combinamos una formal expedición, que tenga pr. resultado la conclusión total de este malvado y de todos los indios que hostilizan nuestras. fronteras haciéndonos tanto mal.

Sabiendo Rosas que Manuel Bulnes estaba preparando en Chile una expedición en contra de Chocorí, delineó en septiembre de 1832 un plan de conquista basado en una expedición que debía partir desde la Fortaleza Protectora Argentina y de paso evitar que Chile se instalara en País de las Manzanas o Neuquén y en el sur de Mendoza, por donde ya había expedicionado Bulnes contra los hermanos Pincheira.
Chocorí había logrado que Yanquetruz atacara a las provincias de Córdoba, San Luis y Mendoza, por lo que las legislaturas de estas dos últimas solicitaron al riojano Facundo Quiroga que las defendiera con la División Auxiliares de los Andes.
Rosas propuso a la Legislatura de Buenos Aires coordinar las acciones con las provincias de Cuyo y con Chile y un nuevo plan conjunto en el que actuarían tres divisiones: 
- Quiroga, con la División Auxiliares de los Andes, expedicionaría por el río Desaguadero y el Atuel en busca de Yanquetruz y luego se uniría a Rosas en el río Colorado;
- Rosas, desde la Fortaleza Protectora Argentina, avanzaría por la rastrillada de los chilenos a unirse con las fuerzas de Quiroga y atacar a Chocorí en la isla de Choele Choel para luego continuar hacia el País de las Manzanas o Neuquén;
- Bulnes atacaría a los mapuches del sur de Llanquihue, del lado chileno.

La comandancia general le fue ofrecida a Quiroga, quien se resistió y luego recibió el mando de las tropas de Cuyo y de las demás provincias del interior involucradas en la campaña como director de guerra, pero posteriormente al regreso de las columnas del centro y oeste, su participación quedó desvirtuada, aunque Rosas no dejó de reconocerle el mando y rendirle informes.

## La campaña
Rosas, en su último mensaje dirigido a la legislatura provincial, expresó su plan de realizar una campaña al desierto para expedicionar contra los indios enemigos.

Hacendados, vosotros sabéis que la campaña y la frontera se encuentran hoy enteramente libres de los indios enemigos; que aterrados por los repetidos golpes de muerte que han sufrido en sus mismas tolderías, se han refugiado al otro lado del río Negro de Patagones y a las faldas de la Cordillera de los Andes. Nuestras divisiones acampan o corren sin recelo desde la laguna grande de Salinas hasta las márgenes del río Negro. Un esfuerzo más y quedarán libres para siempre nuestras dilatadas campañas y habremos establecido la base de nuestra riqueza pública, y acabado la empresa que ha burlado por más de dos siglos el valor y la constancia de nuestros mayores. Vosotros prestareis con el patriotismo acostumbrado cuanto sea indispensable para expedicionar sobre los últimos asilos de los indios enemigos y para perfeccionar la población de nuestras fronteras. La nueva administración tendrá la gloria de coronar al fin esta grande obra.

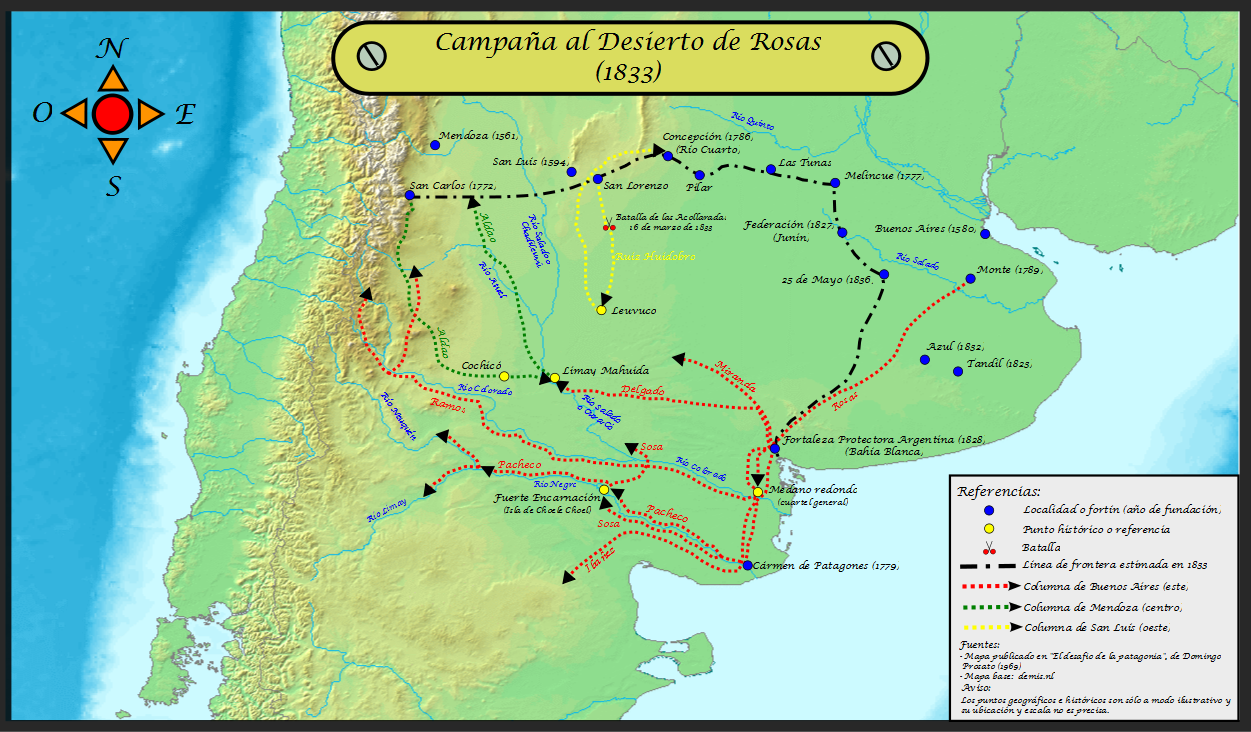
Mapa de la Campaña de Rosas al Desierto con los movimientos de las distintas columnas.

En cuanto Rosas dejó de ser gobernador el 17 de diciembre de 1832, comenzó a coordinar la campaña con los gobernadores de Mendoza, de San Luis y de Córdoba para hacer una batida general, que además sería acompañada por otra que realizaría el general Bulnes en Chile. Rosas concentró y adiestró la tropa en su estancia de Los Cerrillos, en San Miguel del Monte, pero hasta el 28 de enero de 1833 no recibió del gobierno la comunicación de su nombramiento al mando de la columna del este, como había convenido con Juan Ramón Balcarce, el nuevo gobernador de la provincia de Buenos Aires. 
El 18 de diciembre de 1832 los gobernadores de San Juan, Valentín Rivero y de Mendoza, Pedro Nolasco, con la anuencia de las legislaturas, autorizaron a Quiroga para dirigir la operaciones, encomendándole:

(...) al hijo de la victoria el Excelentísimo Señor Brigadier General, Don Juan Facundo Quiroga encargándole la invitación a las demás provincias y sometíendole sin reserva los recursos con que cuentan y le facilitarán hasta tocar la línea de lo imposible.

Quiroga aceptó y envió una circular a las demás provincias solicitando su colaboración, respondiendo favorablemente Catamarca, La Rioja, Tucumán, y otras.

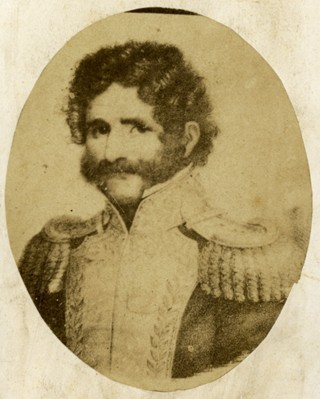
Juan Facundo Quiroga fue el director de la Campaña de Rosas al Desierto.

Los planes iniciales de Rosas fueron modificados. El director de la guerra fue finalmente Quiroga y la campaña fue realizada en tres columnas al mando de: José Félix Aldao (comandante general de Mendoza), José Ruiz Huidobro (comandante de la frontera sur de Córdoba) y del propio Rosas. El objetivo era ampliar la línea de frontera del océano Atlántico a la Cordillera de los Andes y derrotar a Chocorí y a los ranqueles de Yanquetruz. Originalmente se había acordado coordinar con fuerzas chilenas de Bulnes que actuarían sobre los mapuches del sur de Llanquihué y confluiría con las columnas argentinas en las márgenes del lago Nahuel Huapi, pero Bulnes no lo pudo hacer por problemas políticos internos derivados de la rebelión de José Ignacio Centeno. El ministro de Relaciones Exteriores Manuel Vicente Maza, envió el 6 de abril de 1833 una nota al gobierno chileno en un intento de coordinar las acciones militares:

Sería convientísimo al más favorable y breve éxito, que Chile anticipase al mes de diciembre su cooperación lo más rápido posible que el tiempo diese, internando su fuerza hasta los ríos Neuquén y Negro, pues por este tiempo deben obrar por ellos las de esta República.

Bulnes comunicó a Quiroga en junio de 1833 que no podía realizar la campaña:

...a causa de fuertes embarazos que no le fue posible vencer.

El mismo día que partió la columna de Rosas, este recibió una nota del Ministerio de Guerra que le comunicaba que no se le podría proveer de vestuarios, municiones, pertrechos, caballos ni ganados, por lo que Rosas decidió realizar la campaña a su costa y la de sus amigos.

## Columna del centro
La columna del centro, que estaba al mando del general Ruiz Huidobro, salió de San Luis el 22 de febrero y se internó en el desierto el 6 de marzo de 1833 desde el Fuerte San Lorenzo del Chañar, sobre el río Quinto en San Luis, con unos 1000 soldados de las milicias de las provincias de: Buenos Aires, Córdoba, San Luis y La Rioja. Conformaban la columna:
- Regimiento Auxiliares de los Andes, formado y costeado por Buenos Aires, al mando del coronel Pantaleón Argañaraz.
- Batallón Defensores, al mando de Lorenzo Barcala.
- Regimiento Dragones Confederados de Córdoba, al mando del coronel Francisco Reinafé.
- Escuadrón Dragones de la Unión, de San Luis, al mando del capitán Prudencio Torres. Estaba compuesto de 115 fusileros, 128 dragones y 19 artilleros.[8]

Su objetivo era sorprender a Yanquetruz en su toldería de Leubucó y luego alcanzar el río Colorado en Choique Mahuida, en donde se uniría a la columna del este para atacar a Chocorí y continuar hacia las nacientes del río Negro en donde confluirían con la columna del oeste, para finalmente todas juntas marchar hasta el Nahuel Huapi remontando el Limay. Yanquetruz fue avisado del avance y no se pudo lograr sorprenderlo.
El 27 de febrero Ruiz Huidobro recibió en Sabeu una comunicación de Rosas avisándole que los caciques Yanquetruz y Pichún estaban preparando una invasión sobre la Provincia de Córdoba, instándolo a atacarlos. Luego de salir del Fuerte San Lorenzo del Chañar el 6 de marzo, acamparon sobre el río Quinto el 10 de marzo en el Paso del Torero.
Pasaron por Leplep (o Letlet) y arribaron a la laguna El Cuero el 16 de marzo. Ese día batió a un grupo de indígenas cerca de la laguna del Corral Garriu (o de las Leñitas), desbandándose las fuerzas de Reinafé, y luego se dirigió al sur de las Acollaradas, en donde se encontró con Yanquetruz, quien con 1.000 guerreros viajaba a realizar un malón en Córdoba, produciéndose la Batalla de las Acollaradas. Entre las fuerzas de Yanquetruz estaban los caciques: Carrague, Painé, Eglaus, Pichún y Calquín. Ruiz Huidobro dispuso para la batalla tres columnas correspondientes, de derecha a izquierda, al Regimiento Auxiliares de los Andes, al Batallón Defensores y al Regimiento Dragones Confederados, quedando en la reserva el Escuadrón Dragones de la Unión y su escolta personal. La lluvia impidió el uso de armas de fuego y el Matías García debió cargar a los indígenas por la retaguardia con las fuerzas de reserva. Ruiz Huidobro obtuvo el triunfo, mientras que Yanquetruz debió retirarse hacia el sudoeste, teniendo 160 muertos, entre ellos dos de sus hijos (Rulcó y Paillá). Las familias de los indígenas y 700 caballos quedaron en poder del vencedor. En el parte de la batalla emitido en Tastú el 17 de marzo, Ruiz Huidobro escribió:

Para demostrar á V. S. la obstinación de los bárbaros bastará hacerle presente que seis horas han transcurrido en continuadas cargas sin que las tropas de mi mando hayan podido avanzar una legua de terreno.

Ruiz Huidobro no persiguió a Yanquetruz, pues pensaba que lo encontraría la columna de Aldao, y se dirigió hacia las tolderías de Carripilún en Leubucó, mandando batir por partidas de soldados el territorio entre Leplep y Leubucó. El 25 de marzo llegó a la laguna Trapal (actual Provincia de La Pampa), cerca de las abandonadas tolderías. Al no recibir los recursos que debía enviarle el gobierno de Córdoba, suspendió las operaciones. Tras tomar conocimiento de que Francisco Reinafé informaba a Yanquetruz de sus movimientos y de que los indígenas se habían apoderado de sus abastecimientos dejados en reserva cerca de la laguna Soven, pidió a Quiroga el retorno para poder juzgarlo. Regresó por el camino de la laguna del Bagual y llegó a Río Cuarto el 29 de abril de 1833. Reinafé fue detenido y procesado, pero luego su familia, vinculada al tráfico de ganado con Yanquetruz, estuvo detrás del asesinato de Quiroga. La columna debía retornar al desierto luego de reponerse, pero sus jefes se plegaron a la revolución encabezada por el comandante del Castillo en mayo de 1833. Francisco Reinafé escapó de su cautiverio y se puso al frente de las fuerzas de su hermano, el gobernador cordobés, derrotando a del Castillo en Río Cuarto el 14 de junio.

## Columna del oeste

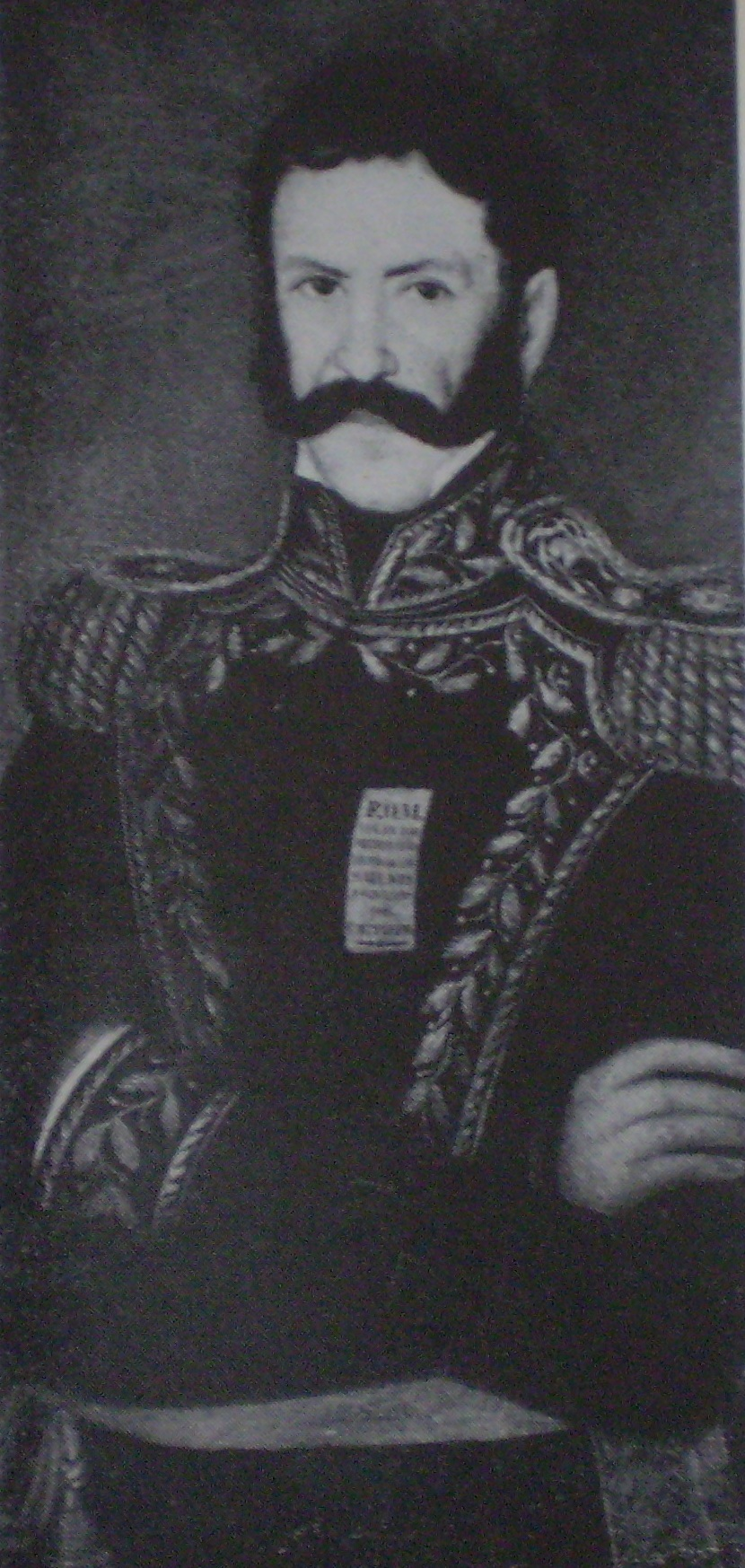
José Félix Aldao fue el jefe de la columna del oeste durante la Campaña de Rosas al Desierto.

La columna del oeste o de la derecha, que estaba al mando del general Aldao, partió el 3 de marzo de 1833 con unos 800 soldados desde el Fuerte de San Carlos en el centro de Mendoza, cruzando el río Diamante y el río Atuel, desde donde se dirigiría hacia el río Barrancas. Las fuerzas de San Juan salieron de esa ciudad el 20 de febrero por orden de Quiroga, para encontrarse con las mendocinas en el Fuerte de San Carlos.
Las fuerzas estaban conformadas por soldados de las provincias de Mendoza y San Juan: 2 batallones de infantería con 3 piezas de artillería y dos regimientos de caballería: 
- Regimiento de Caballería n.º 2 de Auxiliares de San Juan, al mando del teniente coronel Nazario Benavídez, con 200 hombres.
- Regimiento de Granaderos a Caballo de Mendoza, al mando del teniente coronel Bernardino Vera, con 200 hombres.
- Batallón n.º 2 de Auxiliares de los Andes, de San Juan, al mando del coronel José Martín Yanzón, con 200 hombres.
- Batallón de Infantería de Mendoza, al mando del coronel Jorge Velazco, con 200 hombres.[11]

Además iban en la expedición: el comandante Hilarión Martínez, los capitanes Juan Yanzón, Juan José Aráoz, Nicolás Villarroel y José María Castro.
Debían batir a los aborígenes que se hallaban entre los ríos Barrancas y Neuquén y luego avanzar hasta la confluencia de este último con el río Limay (origen del río Negro o País de las Manzanas) en donde se reuniría con la columna del este. El territorio a recorrer había sido "limpiado" de indígenas y bandoleros entre 1828 y 1832 mediante cuatro campañas militares del gobierno mendocino contra los hermanos Pincheira que se refugiaban en zonas inaccesibles de Chile y en el sur de Mendoza y norte del Neuquén, quienes actuaban en alianza con caciques pehuenches a ambos lados de la cordillera de los Andes. Los Pincheira habían sido derrotados definitivamente el 14 de enero de 1832 en la Batalla de las lagunas de Epulafquen por el chileno Bulnes. 
Desde San Carlos viajaron hacia el sur por el piedemonte cordillerano siguiendo aproximadamente el trazado de la Ruta Nacional n.º 40, pasando por Lagunillas y arroyo Hondo y alcanzando el río Diamante el 7 de marzo. Pasaron luego Agua Caliente y el 9 de marzo cruzaron el río Atuel un poco más arriba del salto el Nihuil, pasando luego el arroyo el Chacay y el río Malargüe. Desde allí viraron hacia el sudeste pasando por Menuco hasta acampar el 14 de marzo cerca de la laguna de Llancanelo, sin haber encontrado rastros de indígenas en el trayecto. 
El 16 de marzo continuaron la marcha bordeando la laguna de Llancanelo por su lado occidental y por el sur, pasando el 17 por otra laguna que denominaron Agua Nueva en la travesía Chacaicó, continuando por Copel. En esa zona salitrosa y falta de agua, se diezmó el ganado. El 23 de marzo arribaron a las tolderías del cacique Yaypellau en Ranquil Có. Allí Aldao tomó conocimiento de que Yanquetruz se dirigía en malón hacia Río Cuarto, por lo que dispuso marchar con sus fuerzas a los pasos del río Salado para evitar que por allí huyeran hacia la cordillera de los Andes los restos de las fuerzas de Yanquetruz, que suponía serían atacadas por la columna del centro.
Viraron al este alcanzando Cochicó sobre el Atuel el 25 de marzo. Allí tomaron prisioneros a algunos indios que le ratificaron las noticias sobre lo ocurrido con Yanquetruz en las Acollaradas y siguieron el Atuel hasta llegar el día 29 a las Salinitas, a 5 leguas del río Salado, en donde se hallaba un paso conocido. 
El 30 de marzo Aldao avanzó sobre el campamento de Yanquetruz con 400 soldados, enviando al día siguiente al coronel Velazco a ocupar el paso e isla de Limay Mahuida. Pese a que los indígenas rehuyeron el combate, Benavídez logró dispersarlos en arroyo del Rosario, tomando 250 prisioneros, rescatando 70 cautivos y apoderándose de 700 cabezas de ganado vacuno y caballar y 10 000 ovejas. En mayo el ejército acampó en una isla en el Paso de la Balsa, desde donde partieron varios destacamentos. La balsa con la que se pasaba uno de los brazos del río estaba custodiada por una compañía de fusileros cuando en la madrugada del 14 de mayo fue sorprendida por 50 ranqueles. Excepto un soldado que escapó a nado, los otros 40 fueron pasados a cuchillo, entre ellos el capitán Mosqueira, el teniente Maldonado y el ayudante Guevara.

Estos dicen que la compañía fue acometida por los salvages al amanecer del día de hoy, como en número de 50, y por todas direcciones, que los centinelas se retiraron á la compañía, haciendo antes su descarga; pero fue tan rápida la carga de los salvages á pie y cabalgados, que no dio tiempo á esta ni an á formar, siendo derrotada y dispersa completamente.
Parte del coronel Velazco

El mismo 14 de mayo fue lanceado el cacique Barbón, de 90 años de edad, y dejado como escarmiento clavado a un palo por orden de Aldao.
Un destacamento al mando de Benavídez alcanzó la laguna Urre Lauquen, ascendiendo a un cerro llamado Limen Mahuida, desde donde divisó el río Colorado, la laguna Amarga y una avanzada de la columna del este, que no se pudo identificar (de Pacheco o de Ramos). Aldao permaneció sobre el Salado en espera de Ruiz Huidobro, pero al saber a fines de agosto que este había regresado, pidió a Quiroga el retorno al faltarle recursos. Quiroga, quien permaneció la mayor parte del tiempo en San Juan, ordenó su regreso el 7 de septiembre, lo que se efectuó a mediados de octubre siguiendo el Salado y luego el Atuel hasta San Rafael y de allí a San Carlos. Las fuerzas sanjuaninas regresaron a San Juan reducidas a la mitad.

## Columna del este o de la izquierda

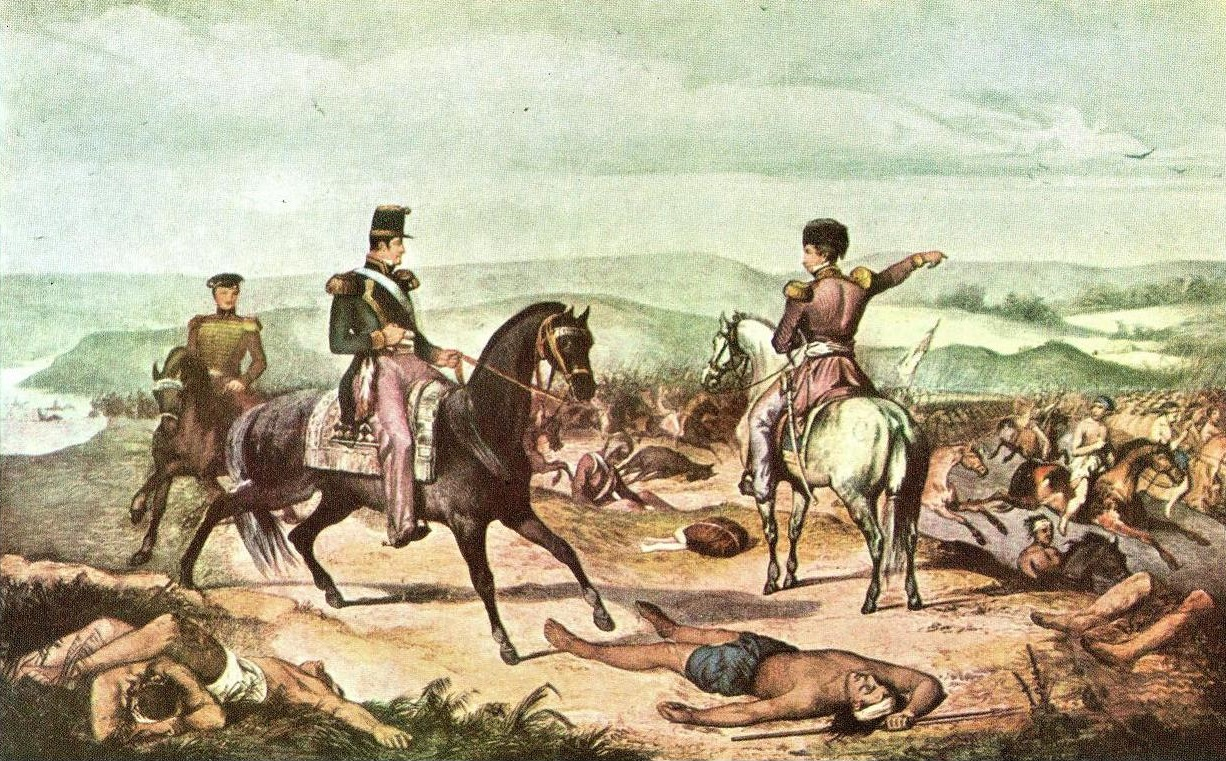
"Expedición en los desiertos del Sud contra los indios salvajes, en el año de 1833, ejecutada con el mayor acierto y saviduría por su digno jefe el gran Rosas". Museo Saavedra. Buenos Aires.

La columna del este, que estaba al mando del brigadier general Rosas, partió de San Miguel del Monte el 22 de marzo de 1833, con la mayoría de los 2000 soldados que compondrían la columna, en su mayoría tropas de línea. Su objetivo era alcanzar al río Colorado y luego reunirse con las otras dos columnas y avanzar hacia el oeste entre este río y el Negro y batir al cacique Chocorí que tenía su centro de operaciones en la isla Grande de Choele Choel, por donde pasaba el contrabando de ganado hacia Chile y que controlaba desde la bahía Blanca hasta el Limay. Cada soldado llevaba 3 caballos y los oficiales cuatro. Se transportaron 5 pequeñas piezas de artillería.

### Estado de fuerzas de la columna
La columna sumaba 2010 personas, incluyendo a los indígenas repartidos por los cuerpos.
- General en jefe: brigadier Juan Manuel de Rosas
- jefe de Estado mayor: general Ángel Pacheco
- Coroneles: Manuel Corvalán, Pedro Ramos, Antonio Ramírez, Ramón Rodríguez, Juan Antonio Garretón
- Tenientes coroneles: José María Flores, Francisco Sosa, Hilario Lagos, Narciso del Valle, Miguel Miranda, Juan Pedro Luna, Juan José Hernández, Roque Cepeda, Faustino Velazco, Felipe Julianes
- Sargentos mayores: Leandro Ibáñez, Ventura Miñana, Manuel C. García, Jerónimo Costa, Félix A. Meneses, Joaquín Casco, Rafael Fuentes, Bernardo Echeverría
- Total de oficiales: 140

- Infantería:, con 541 plazas
  - Batallón n.º 1, con 365 plazas, al mando del coronel Antonio Ramírez
  - Piquetes de infantería de línea, con 176 plazas, al mando del coronel Ramón Rodríguez

- Artillería
  - Piquete, con 52 plazas, al mando del coronel Juan Pedro Luna

- Marina:
  - Piquete de marina, con 25 plazas, al mando de los capitanes Guillermo Bathurst y Juan Bautista Thorne. Viajaron embarcados a la Protectora Argentina y Carmen de Patagones en un bergantín, una goleta y un lanchón.

- Caballería:, con 1.181 plazas
  - Escuadrón de línea del n.º 2, con 141 plazas, al mando del comandante Hilario Lagos
  - Escuadrón de línea del n.º 3, con 187 plazas, al mando del comandante Miguel Miranda
  - Escuadrón de línea del n.º 4, con 139 plazas, al mando del comandante José María Flores
  - Piquete del n.º 5, con 51 plazas, al mando del mayor Ventura Miñana
  - Escuadrón del n.º 6, con 123 plazas, al mando del comandante Roque Cepeda
  - Regimiento n.º 9, con 118 plazas, al mando del comandante Narciso del Valle
  - Regimiento n.º 10, con 164 plazas, al mando del comandante Francisco Sosa
  - Patricios a caballo, con 70 plazas, al mando del mayor Manuel García
  - Escuadrón Escolta, con 189 plazas, al mando del comandante Juan José Hernández

- Otros:
  - Médicos, ingenieros y astrónomos, 16
  - Ciudadanos y agregados, 13
  - Maestranza y cuartel general, 42

### Avance hasta el río Colorado
La primera noche de la campaña la pasaron en un campamento que situaron a una legua al suroeste de la laguna de las Perdices, desde donde Rosas escribió a sus amigos de Buenos Aires para pedirle ganado, utilizando también los de su propiedad. Una vez que estos llegaron, se prosiguió la marcha el 31 de marzo hasta acampar en la margen este del arroyo Tapalquén. El 1 de abril se le incorporaron sus aliados tehuelches septentrionales (serranos o pampas) Cachul, Juan Catriel y Reilet con 600 guerreros indígenas, quedando el resto de sus tribus en la zona del Fuerte de Tapalqué, el Fuerte Independencia y el Fuerte San Serapio Mártir del Azul. Estos, junto con los caciques Llanquelén, Fracamán y Cayapan, eran aliados de Rosas desde el parlamento de Tandil, varios años antes. El 2 de abril se incorporaron a la expedición las fuerzas que guarnecían la zona del Cantón del  Tapalqué: Batallón de Libertos de Infantería, escuadrones de línea n.º 2, 3 y Escuadrón n.º 4 de Campaña y un piquete de Infantería del Río de la Plata, con 2 piezas de artillería volante. El 3 de abril dejaron atrás la zona guarnecida y se internaron en el llamado desierto. El día 4 Rosas recibió una carta del cacique Cañiuquir pidiéndole el regreso de la expedición. El 18 de abril acamparon a orillas de la laguna Lafquen Monocó y el 22 en la margen derecha del arroyo Sauce Grande del Sur. El 25 de abril cruzaron el arroyo Napostá Grande, cerca de la bahía Blanca, en donde permanecieron tres días en espera del vestuario remitido, entre otros, por el amigo de Rosas Juan Nepomuceno Terrero. Allí Rosas celebró conversaciones con Cañiuquir (o Cañuquir), quien viajó al efecto desde la sierra de Guaminí. Este mismo cacique, fue muerto en un ataque a Bahía Blanca en 1834, junto a 650 borogas.
El 1 de mayo la expedición continuó viaje siguiendo el río Sauce Chico, acampando a cinco leguas. Desde allí Rosas viajó con su escolta hasta la Fortaleza Protectora Argentina (futura Bahía Blanca), en viaje de inspección de las municiones allí almacenadas y para recoger los pertrechos llegados por barco desde Buenos Aires, para lo que había despachado un día antes las carretas. Allí Rosas recibió noticias: el regreso de la columna del centro, que nada se sabía de la columna de Aldao y que el cacique Chocorí ya estaba alertado de la expedición en su contra. A la fortaleza llegaron también por mar soldados de refuerzo.
Retornó al campamento el 5 de mayo, día en que la expedición continuó hasta Cabeza de Buey, en donde estableció una comandancia militar para servir de apoyo a las comunicaciones. Por la noche se llegó a los Pocitos y en los dos días siguientes la expedición alcanzó el río Colorado. Allí, sobre la margen izquierda Rosas estableció su cuartel general de Médano Redondo el 11 de mayo de 1833, cerca de la actual localidad de Pedro Luro, fijándose las coordenadas: 39°29′49″S 62°21′36″O / -39.49694, -62.36000
En el cuartel Rosas recibió, el 13 de agosto, la visita del científico Charles Darwin, quien en su diario de viaje describió con horror parte de la campaña:

...Los indios formaban un grupo de unas 110 personas (hombres, mujeres y niños); casi todos fueron hechos prisioneros o muertos, pues los soldados no dan cuartel a ningún hombre. Los indios sienten actualmente un terror tan grande, que ya no se resisten en masa; cada cual se apresura a huir por separado, abandonando a mujeres e hijos.(...) Sin disputa, esas escenas son horribles, ¡pero cuánto mas horrible aún es el hecho cierto de que se da muerte a sangre fría a todas las indias que parecen tener más de veinte años! Y cuando yo, en nombre de la humanidad protesté, se me replicó: "Sin embargo ¿que otra cosa podemos hacer? ¡Tienen tantos hijos esas salvajes!".

### División de Pacheco

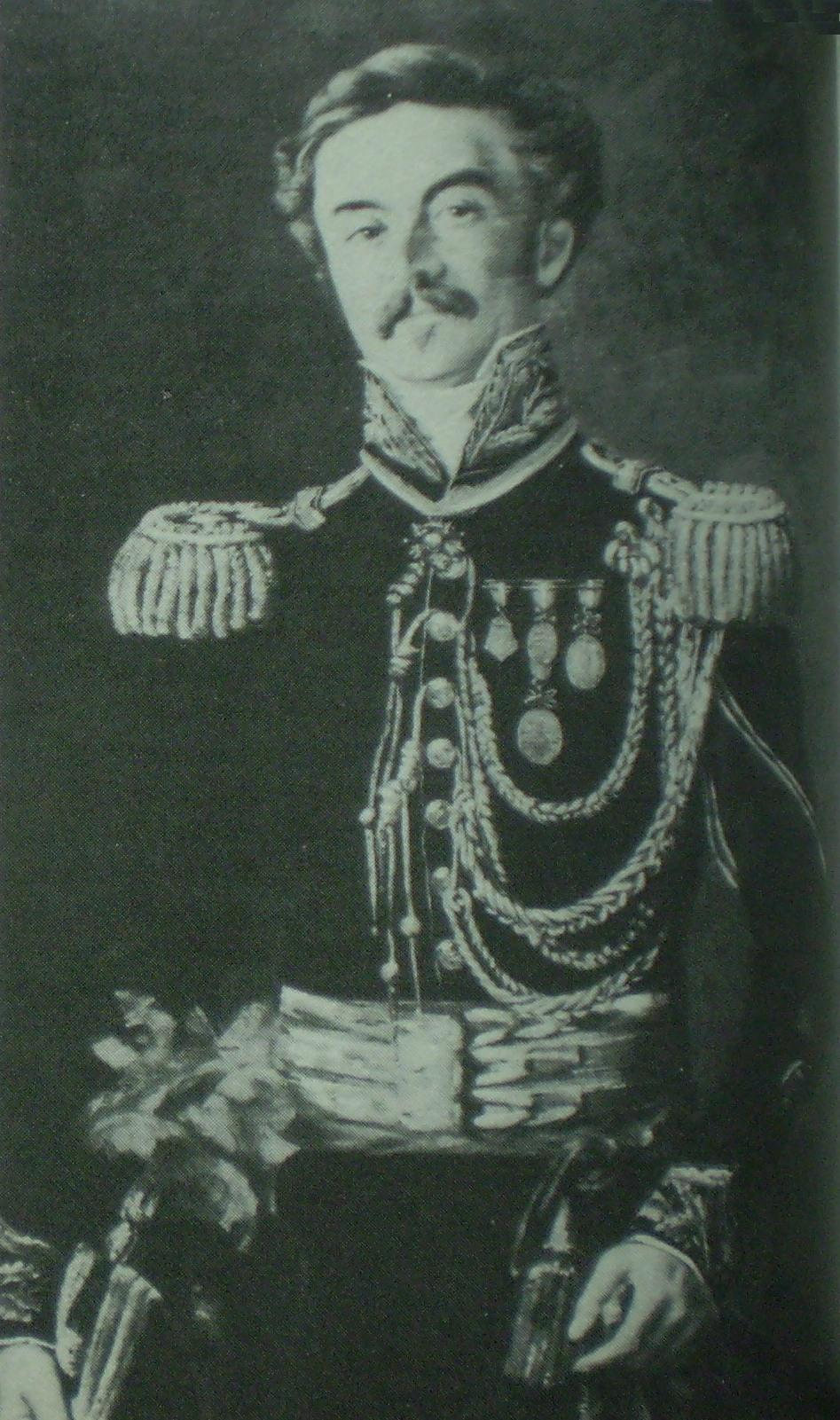
Ángel Pacheco fue el jefe del estado mayor de la columna del este durante la Campaña de Rosas al Desierto.

Sabiendo que Chocorí podría huir, Rosas envió el 1 de mayo desde el Sauce Chico al mayor general Ángel Pacheco con 800 hombres de caballería para remontar el río Negro y cortarle la retirada esquivando la rastrillada de los chilenos, que era el camino del contrabando de ganado, bien vigilado por los indígenas. Pacheco tomó rumbo sur, cruzó con sus fuerzas el río Colorado en el luego denominado Paso de Pacheco y siguió hasta las cercanías de Carmen de Patagones. Llegó al río Negro el 10 de mayo y lo hizo cruzar por dos escuadrones al mando de Lagos y de Francisco Sosa, quienes avanzaron por la margen sur (derecha) del río, mientras Pacheco con el resto de la división lo hacía por la margen norte.
La columna del sur atacó y destruyó varias tolderías, que abandonaban los indígenas. El 26 de mayo la vanguardia de Sosa y Cayetano Ferrat atacó la toldería del cacique pehuenche Payllerén (o Pillarén), un aliado de Chocorí, quien fue muerto con 24 indios. Un sargento y varios soldados murieron ahogados durante el ataque.
Pacheco llegó frente a la isla de Choele Choel Grande el 30 de junio y se apoderó de ella por sorpresa el 3 de julio con 300 hombres. Los comandantes Sosa, Lagos y el teniente Ferrat recorrieron la isla sin hallar a Chocorí, encontrando solo a indios de las familias de los caciques Vetocurá, Lupil y Chocorí y 20 cautivas, mientras que los guerreros indígenas habían salido a realizar un malón hacia la zona de la bahía Blanca. Durante dos días Pacheco hizo recorrer la isla y otra vecina bautizada como isla de Pacheco y luego las evacuó con tropas y prisioneros, dejando una guarnición. Estableció su campamento en la rinconada de los Malchaquines e izó formalmente la bandera argentina en Choele Choel. Fueron tomados 200 prisioneros de ambos sexos, que se sumaron a otros 200 tomados previamente.
Un destacamento de 200 hombres comandado por Lagos fue enviado por Pacheco al río Colorado desde Choele Choel en busca de Pichiloncoy, que las partidas descubridoras situaban a unas 20 leguas. Luego de tres días de remontar el río, lograron sorprender la toldería de Unguñán. Mataron a los caciques Millao y Pichiloncoy, junto con 57 indígenas. Fue tomado prisionero el cacique Payné con seis guerreros y más de 70 mujeres, remitiendo los prisioneros a Choele Choel el 9 de julio y el cacique a Médano Redondo.
Chocorí fue alcanzado el 3 de julio de 1833 a ocho leguas del río Negro por un destacamento enviado por Pacheco desde Choele Choel comandado por Sosa. Estaba formado por dos escuadrones enviados a la travesía del río Colorado, en donde hallaron a Chocorí cerca de la laguna Grande de las Salinas. Rosas comunicó a Quiroga el 31 de julio de 1833 que:

(...) el teniente coronel Sosa, al frente de un escuadrón de maniobras acuchilló y exterminó la tribu del famoso Chocorí.

Quedaron 23 indígenas muertos y 5 prisioneros, pero Chocorí logró huir desnudo, dejando su sable y su coraza hecha por la superposición de siete cueros de venado, que Sosa envió a Rosas y aún se conserva en un museo, pero al año siguiente murió y su hijo Sayhueque lo sucedió en el mando, quedando en paz con el gobierno por cierto tiempo.
A mediados de julio una partida de 25 soldados cruzó nadando el río Negro para atacar las tolderías de Veylocurá y Lupyl. La operación se completaba con otros 25 soldados al mando del teniente Ferrat que iban en botes por el río.
Estableció Pacheco en la isla Grande de Choele Choel su campamento principal, el Fuerte Encarnación y a mediados de octubre siguió con 400 hombres hasta la confluencia de los ríos Limay y Neuquén, localizando en el recorrido varias tolderías abandonadas cuatro meses antes. El 26 de octubre de 1833 llegaron a la confluencia, haciendo adelantar Pacheco dos escuadrones montados que llegaron al río Neuquén, pasándolo a nado algunas partidas que recorrieron la costa del Limay. El resto de los escuadrones costearon el río Neuquén siguiendo un camino que se bifurcaba. Los cerros que se hallaban a su frente fueron denominados cerros de Rosas y escalados por las tropas, que atacaron a los indios rescatando cautivos. Pacheco ordenó el regreso a Choele Choel, a donde llegó el 29 de octubre. A fines de noviembre retornó a Monte Redondo. Durante la marcha un buque al mando de Nicolás Descalzi remontó el río Negro realizando mediciones y comprobando su navegabilidad.

### División de Ramos
Al recibir informes de que Chocorí se hallaría cerca del río Colorado, Rosas envió en su búsqueda desde Médano Redondo al coronel Pedro Ramos con 300 soldados y 100 indígenas, pero al no hallarlo, ordenó a Ramos que continuara remontando el Colorado por su margen derecha hasta dar con Aldao, de quien no tenía noticias.

(...) Pero estos pricioneros no se descuide con ellos. Si alguno es de una importancia tal qe. meresca el qe. yo hable con el mandemelo, pero sino, lo qe. debe u. hacer es luego qe. ya enteramte. no los necesite para tomarles declaraciones, puede hacer al marchar un dia quedar atras una guardia vien instruida al Gefe encargado qe. me parece puede para esto ser bueno Valle, quien luego qe. ya no haya nadie en el campo, los puede ladear al monte, y alli fusilarlos. Digo esto asi porqe. después de prisioneros y rendidos da lastima matar hombres, y los Indios qe. van con V. qe. lo vean aunqe. quizas les gustaria esto porqe. asi son sus costumbres, pero no es lo mejor. mas como no hay donde tenerlos seguro vale mas q. mueran y no exponerse a que se vaian y causen algun mal. Si después echasen menos los Yndios a los dhos prisioneros, y le preguntasen los Cavezas q. se han echo los prisioneros puede u. decirles qe. habiendose querido escapar y teniendo orden la Guardia de qe. si los pillara por escaparse los fusilase había cumplido dha. orden.
Carta de Juan Manuel de Rosas al coronel Pedro Ramos, Río Colorado, 2-IX-1833. AGN X 27.5.7

El 9 de septiembre pasaron por el paraje llamado la Japonesa. A unas 80 leguas de Médano Redondo, una partida de Ramos fue sorprendida por los restos de la tribu del cacique Maulín que estaban huyendo, muriendo un sargento y 3 soldados. El 10 de septiembre Ramos envió contra ellos un escuadrón al mando del mayor Manuel del Carmen García, secundado por el teniente Lorenzo Duarte y el alférez Manuel Pereda, trabándose en el cerro Payan en un combate con 60 indígenas en el que los tres oficiales fueron heridos junto con 4 soldados, pero que culminó con el extermíneo del grupo indígena. Al llegar al camino grande de Chalileo, Ramos hizo atacar un antiguo campamento de los Pincheira, haciendo prisioneros. Destacó divisiones en varias direcciones en busca de indígenas, los cuales apresó al ser hallados. Ramos llegó hasta el origen del río Colorado en la confluencia del Barrancas con el río Grande, sin hallar a Aldao, permaneciendo allí varios días. Desde allí envió destacamentos por el río Grande y luego siguió hacia el norte. El 3 de octubre llegó al cerro Payén y unas 10 leguas al norte estableció un campamento desde el cual envió divisiones hasta unas 15 leguas del Fuerte de San Rafael, sin hallar indios, tomando conocimiento de que Aldao ya había regresado. El 30 de octubre Ramos escribió a Rosas desde el Paso Grande:

Antes de regresar la división conforme á las órdenes de V. S. se fijaron inscripciones con los nombres de los ilustres patriotas que firmaron el acta de nuestra Independencia, y se enarboló el pabellón Nacional, llegando hasta este punto donde espero las órdenes de V. S. según me lo tiene prevenido.

Solo halló 60 indígenas en su recorrido y regresó tras 40 días.

### Divisiones secundarias
Para evitar que la columna fuera amenazada por la retaguardia, Rosas envió desde el Sauce Chico dos destacamentos: el de Delgado y el de Miranda. 
Rosas comunicó a Cañiuquir en sus conversaciones en la bahía Blanca que los borogas debían demostrar su alianza marchando sobre los ranqueles de Yanquetruz. Debían hacerlo junto con un destacamento al mando del teniente coronel Manuel Delgado. Ambas fuerzas marcharon en busca de los ranqueles de La Pampa que se habían refugiado en los montes del río Salado. Después de una persecución de 21 días, se presentaron rindiéndose ante Delgado 300 ranqueles entre los que estaban los caciques Marileo, Antibil, Mariqueo, Gueli y Painé Carralé. Este luego sucedió a Yanquetruz, su hijo Mariano Rosas, fue capturado y enviado a ser educado en la estancia El Pino de Rosas. Delgado, quien había exigido como condición a los ranqueles la entrega de la cabeza de Yanquetruz, quedó con su destacamento de 200 dragones custodiando los movimientos de unos 3.000 borogas de Cañiuquir, Rondeau y Melingueo en las Salinas Grandes. Yanquetruz logró huir con unos 60 guerreros.
El cacique Yanquimán atacó una posta de la sierra de la Ventana con un centenar de indígenas, matando al capitán Felipe Rodríguez y a cuatro soldados. El teniente coronel Miguel Miranda partió en su búsqueda con un destacamento de 250 soldados e indígenas hacia las Salinas Grandes. A 2 leguas de la laguna Grande de las Salinas logró batir a Yanquimán, quien cayó prisionero, muriendo 12 indígenas y se logró liberar a muchos cautivos, principalmente de San Luis. Miranda recorrió más de 100 leguas en rumbo noreste y el 14 de septiembre entregó a Yanquimán en Médano Redondo.
El coronel Martiniano Rodríguez fue también enviado con un destacamento contra los ranqueles de La Pampa a operar en combinación con el comandante Miranda. Estaba conformado el destacamento por indígenas de Catriel y de Cachul con 4 compañías de infantería de línea y 4 cañones. Logró que varios caciques del grupo de Yanquetruz se entregaran voluntariamente, trasladándolos Rodríguez junto con sus tribus y los cautivos hasta Médano Redondo.

### División de Ibáñez
Rosas envió el 12 de septiembre al sargento mayor Leandro Ibáñez, guiado por el baqueano Juan León, a recorrer 100 leguas al sur de Carmen de Patagones, llegando hasta el  arroyo Valcheta, en donde atacó la toldería del cacique Cayupán el 5 de octubre, haciendo 76 prisioneros y matando 20 indígenas y 5 mujeres. Ese día dejó una inscripción cerca del arroyo. Componían el destacamento 50 soldados y 100 indígenas. Cayupán y Archimán lograron huir, pero fueron alcanzados el 25 de noviembre a orillas del río Colorado por una partida enviada por Pacheco en su búsqueda, logrando huir nuevamente Cayupán, aunque solo. Comandaban la partida el ayudante Mariano Calderón y el alférez Eugenio Quiroz. De los 35 indígenas que lo acompañaban, 6 murieron y 21 cayeron prisioneros. Cayupán fue rodeado en el desierto por 45 de sus compañeros y se presentó con ellos ante un comandante, siendo remitido a Rosas. A consecuencia de esos ataques, el cacique Quentrel se presentó ante Rosas con 250 guerreros para someterse. Al regresar Ibáñez a Médano Redondo, fue felicitado y ascendido por el éxito que logró en su intrépida misión.

Al mayor Ibáñez lo he despachado hoy con cincuenta cristianos y cien pampas con la orden de pasar el río Negro y correr el campo hasta cien leguas al sur. No hay por ahí más enemigos que el cacique Cayupan con algunos indios y muchas familias. Si da con el rastro los seguirá aunque sea hasta Chile, porque lo mando bien montado. Después de esto ya no quedan en este campamento más que ciento cincuenta infantes, los artilleros y la gente que cuida las reses y caballos flacos que siempre mantengo invernando.
Carta de Rosas a su amigo Terrero, 12 de septiembre de 1833

Luego de despachar a Ibáñez, Rosas permaneció en Médano Redondo con 150 infantes, los artilleros, peones e indígenas aliados, totalizando 300 personas.

## Intento de sublevación
Un intento de sublevación de las tribus de Tapalqué y de las Salinas Grandes fue conjurado por Rosas, los implicados declararon que el gobierno de Buenos Aires los había incitado. Catriel y Cachul ordenaron fusilar a los instigadores indígenas de la sublevación, lo que fue cumplido por el coronel Delgado. Rosas envió al mayor Echeverría con una escolta a supervisar los fusilamientos. Cañiuquir hizo lo mismo en las Salinas Grandes. Como el gobierno intentó seducir a varios comandantes para que abandonaran a Rosas, este reunió a los oficiales del campamento en julio y les dio libertad para regresar a Buenos Aires. 12 oficiales pidieron el regreso, entre ellos los coroneles Luna y Planes y el mayor Frías.

## Retorno
El 28 de enero de 1834 comenzó el regreso, logrando el objetivo de batir a los indígenas y ampliar el territorio de Buenos Aires. Rosas regresó hasta el Napostá dejando guarniciones en los fortines y en la isla Choele Choel, reuniendo las demás divisiones en el Napostá. El 25 de marzo de 1834 formó a la división en el Napostá y les dirigió la siguiente proclama:

¡Soldados de la patria! Hace doce meses que perdisteis de vista vuestros hogares para internaros en las vastas pampas del sur. Habéis operado sin cesar todo el invierno y terminado los trabajos de la campaña en doce meses como os lo anuncié. Vuestras lanzas han destruido los indios del desierto, castigando los crímenes y vengando los agravios de dos siglos.

Las bellas regiones que se extienden hasta la cordillera de los Andes y las costas que se desenvuelven hasta el afamado Magallanes, quedan abiertas para nuestros hijos. Habéis excedido las esperanzas de la patria.

Entre tanto, ella ha estado envuelta en desgracia por la furia de la anarquía. ¡Cuál sería hoy vuestro dolor si al divisar en el horizonte los árboles queridos que marcan el asilo doméstico, alcanzarais á ver la funesta humareda de la guerra fratricida!

Pero la divina Providencia nos ha librado de tamaños desastres. Su mano protectora sacó del seno mismo de la discordia un gobierno fraternal, á quien habéis rendido el solemne homenaje de vuestra obediencia y reconocimiento.

¡Compañeros! Jurad aquí delante del Eterno que grabaremos siempre en nuestros pechos la lección que se ha dignado darnos tantas veces, de que sólo la sumisión perfecta á las leyes, la subordinación respetuosa á las autoridades que por ellas nos gobiernan, pueden asegurar la paz, libertad y justicia para nuestra tierra.

¡Compatriotas! que os gloriáis con el título de Restauradores de las Leyes, aceptad el honroso empeño de ser sus firmes columnas y defensores constantes.

Martiniano Rodríguez quedó al mando de las fuerzas de la Fortaleza Argentina.

## Acciones en otras provincias
El gobernador de Santa Fe, Estanislao López, se excusó de colaborar con su provincia en la expedición en razón de que debía atender los ataques de los indígenas del Chaco. Los ataques sobre la frontera sur de Santa Fe habían sido uno de los desencadenantes de la campaña. López solo ofreció a Quiroga 300 caballos. El 2 de julio de 1833 López logró sorprender y desbandar completamente a la tribu mocoví del cacique Lechuza en el monte de los Monigotes. Participaron de la acción 160 soldados y 34 abipones aliados (denominados lanceros del Sauce, al mando de los caciques Agustín Crespo e Hipólito Jaimes) de la reducción aborigen de San Jerónimo del Sauce. Los mocovíes tuvieron 40 muertos y se rescataron 200 cautivas y 8 cautivos.
El gobernador de Santiago del Estero, Felipe Ibarra, inició una campaña sobre el Chaco, pero los indígenas se retiraron.

## Consecuencias
Concluida la Campaña de Rosas al Desierto, este firmó tratados de paz con caciques hasta entonces secundarios, que se convirtieron en útiles aliados. Al año siguiente se sumó el más importante de ellos, Calfucurá. Hasta la caída de Rosas en 1852, no hubo malones en la Provincia de Buenos Aires, Calfucurá daba aviso de los posibles ataques de los pequeños grupos indígenas que no respondían a su mando y eran fácilmente contrarrestados. Sirvió también para distribuir el alcohol y las mercaderías que les enviaba Rosas, junto con vacunas para la viruela.
La campaña también incorporó científicos, entre ellos Charles Darwin, que reunieron información sobre la zona recorrida, pero las regiones desérticas quedaron en manos de los indígenas. Se aseguró una precaria tranquilidad para los campos y pueblos ya formados y se logró un relativo avance en el sudoeste de la provincia.
Rosas utilizó en la campaña la cartografía levantada por José de Arenales (hijo de Álvarez de Arenales) y desde Médano Redondo envió al ingeniero Nicolás Descalzi para que levantara una carta del río Negro hasta Choele Choel, mediante una flotilla encabezada por la goleta Encarnación, navegando por 73 días. También ordenó al agrimensor Feliciano Mariano Chiclana (hijo del triunviro) la toma de las distancias, coordenadas y rumbos hasta el río Negro. El río Colorado fue reconocido y balizado por los marinos Juan Bautista Thorne y Guillermo Bathurst desde Médano Redondo hasta su desembocadura. Chiclana hizo las mediciones del río a bordo de la goleta San Martín capitaneada por Thorne.
Se estableció el Fuerte Colorado en Médano Redondo, guarniciones en Choele Choel y otras sobre el río Negro que subsistieron hasta 1852. La Fortaleza Protectora Argentina quedó reforzada por una guarnición de 300 hombres al mando de Rodríguez y otros 200 blandengues coraceros reforzaron Carmen de Patagones y las guarniciones del río Negro y del Colorado (fortín con 50 hombres). En el Napostá se formó un regimiento de blandengues al mando de Sosa. La rastrillada de los chilenos quedó bajo control.
El sistema de 21 postas establecido por Rosas desde San Miguel del Monte hasta Médano Redondo quedó atendido por 100 hombres y 600 caballos.
En esta campaña se destacaron algunos oficiales que formarían la siguiente generación de militares porteños: Pedro Ramos, Ángel Pacheco, Domingo Sosa, Hilario Lagos, Mariano Maza, Jerónimo Costa, Pedro Castelli y Vicente González.
Entre los caciques que colaboraron con Rosas durante la expedición se hallaban: Fracamán, Llanquelén, Reilet (los tres de la zona del arroyo Tapalqué), Juan Catriel y Cachul (ambos de Azul y Tandil).
Y entre aquellos jefes indios que se mostraron hostiles a los blancos estaban: Treurepán (del Neuquén, fue muerto), Yanquimán (de la sierra de la Ventana, cayó prisionero), Payllarén (de la zona de Choele Choel, fue muerto), Naquelén (pampa, apresado), Rinque, Millancal, Choncián, Millas (todos pampas del sudoeste bonaerense, el primero apresado y los demás muertos), Catrirén (huyó a la cordillera), Huayquemil (aliado de Chocorí de la zona de Bahía Blanca, huyó), Maulín (huyó a Chile), Pichiloncoy, Millao (ambos boroganos del sudeste de La Pampa, muertos), Painé (ranquel, tomado prisionero), Chocorí (huyó y murió en 1834), Yanquetruz (huyó).
La Gaceta Mercantil de Buenos Aires publicó el 24 de diciembre de 1833 que la campaña resultó en:

3.200 indios muertos, 1.200 individuos de ambos sexos prisioneros y se rescataron en total unos mil cristianos cautivos.

El Monitor publicó el 16 de abril de 1834 que en la campaña murieron 1.415 indígenas, fueron tomados prisioneros 382, elevándose a 1642 con las familias de estos, 409 cristianos cautivos fueron rescatados y se recuperaron 2200 cabezas de ganado vacuno, 1600 lanar, 1800 yeguarizos y 2435 caballos. El historiador Adolfo Saldías cifra en 10 000 los indios muertos. Mientras que Antonio Reyes en sus cartas habla de 7.000.
Además, concluida la campaña al desierto, la provincia de Buenos Aires fijó acuerdos de límites territoriales con otras provincias. Por la parte de Santa Fe, eran la línea de Melincué, dejando ésta a la derecha; por la parte de Mendoza hasta las nacientes de río Grande y línea de San Rafael; por el sur hasta el estrecho de Magallanes.

## Ataques indígenas inmediatamente posteriores
Al final de la campaña, algunos grupos ranqueles continuaron realizando malones, uno de ellos se realizó sobre la guardia de San José de la Esquina (límite de Córdoba y Santa Fe) cuando Rosas aún estaba en Monte Redondo. El 13 de marzo de 1834 aniquilaron a los dragones de la guarnición de Río Cuarto.
Rosas contaba a los caciques boroanos como aliados, quienes se mantendrían neutrales durante la campaña. Pero al terminar las operaciones Rosas les exigió la entrega de los cautivos junto con los ganados robados, a lo que se negaron. Envió al general Corvalán a recibir la primera partida de cautivos y luego de un ultimátum enviaron a los demás a Bahía Blanca escoltados por las fuerzas de Delgado. Luego atacaron una partida de soldados, por lo que Rosas dirigió contra ellos a la guarnición de blandengues de la Fortaleza Protectora Argentina, derrotándolos y matando a 650 borogas (entre ellos a Cañiuquir), tomando 900 prisioneros, rescatando el ganado y a los cautivos. De regreso a la bahía Blanca, 800 indígenas aliados se sublevaron matando a 2 oficiales, 70 soldados y algunos peones, llevándose prisionero a Venancio Coñoepán.
El 9 de septiembre de 1834 los borogas fueron masacrados en Masallé por Calfucurá y sus indios provenientes de Chile, muriendo los caciques Rondeau, Melín y Coñoepán. Las fuerzas de la Fortaleza Protectora Argentina a mando de Sosa y del teniente coronel Zelarayán acompañaron a los borogas sobrevivientes en la persecución de Calfucurá, quien huyó por el camino de Chalileo.
Con 290 indígenas sobrevivientes de las tribus de Venancio Coñoepán y de Melinquer (Melín) y soldados al mando de los coroneles Martiniano Rodríguez y Francisco Sosa, el 21 de noviembre de 1835 se produjo un ataque a las tolderías de Yanquetruz y de su hijo Pichún. Pero estos se retiraron previamente hacia el río Chadileuvú. El ataque sobre las tolderías de Painé logró la rendición de 313 individuos.

## Repartición de tierras
El éxito de la Campaña de Rosas al Desierto implicó que muchas tierras fueron repartidas entre los expedicionarios como premios.
La Legislatura de Buenos Aires por ley del 6 de junio de 1834 donó a Rosas la isla Grande de Choele Choel, cambiando su nombre a isla del general Rosas, permitiéndole también que la canjeara por 60 leguas cuadradas de tierras en Lobería lo cual hizo argumentando que la isla por su valor estratégico debía permanecer en manos del estado.

n.º 1277 Admitiendo la devolución que hace el Brigadier Rosas de la Isla de Chuelechel.

Sala de Sesiones, en Buenos Aires, á 30 de septiembre de 1831. Al Poder Ejecutívo de la Provincia.

La Honorable Sala de Representantes ha tenido á bien en sesión de esta fecha, sancionar el siguiente decreto:

Art. 1.º Se admite la devolución que hace por su nota fecha 22 de Julio próximo pasado, el Brigadier General don Juan Manuel de Rosas, de la Isla de su nombre en el Río Negro de Patagones (antes llamada Chuelechel), que se le donó por el artículo 1.º de la ley de 6 de julio último.

2.º Se declara que la enunciada Isla no podrá darse en propiedad, en enfitéusis, ni de algún otro modo, reservándose su uso perpétuamente para el servicio público.

3.º En cambio de la devolución á que hace referencia el artículo 1.º de este decreto, se donan al Brigadier General don Juan Manuel de Rosas, en plena propiedad para él, sus hijos y sucesores, sesenta leguas cuadradas, en terrenos de pastoreo de propiedad pública en los puntos de la campaña de esta Provincia, que él elija, sin perjuicio de los enfitéutas que lo poseen, como lo propone en su citada nota.

4.º Comuniquese al P. E.

Dios guarde á V. E. muchos años.

Manuel V. De Maza.

Recibió también Rosas una espada guarnecida de oro con la inscripción La provincia de Buenos Aires grata á los servicios de su ilustre defensor brigadier general D. Juan Manuel de Rozas; una medalla de oro, imitando un sol, con círculo de brillantes, para usar pendiente del cuello, con la inscripción: La expedición á los desiertos del Sur del año 33 engrandeció la provincia y aseguró sus propiedades; y una banda de seda de color escarlata. Una ley del 9 de febrero de 1834 mandó erigir un monumento conmemorativo de la campaña en la margen izquierda del río Colorado, al cual otra ley bonaerense del 18 de diciembre de 1840 mandó agregarle la inscripción al renombre de Nuestro ilustre restaurador de las leyes y la de héroe del Desierto, defensor heroico de la independencia americana. Mandando también denominar al mes de octubre: mes de Rosas.